# Kanton Mazamet-Nord-Est
Kanton Mazamet-Nord-Est is een voormalig kanton van het Franse departement Tarn. Kanton Mazamet-Nord-Est maakte deel uit van het arrondissement Castres. Het werd opgeheven bij decreet van 17 februari 2014 met uitwerking op 22 maart 2015.

## Gemeenten
Het kanton Mazamet-Nord-Est omvatte de volgende gemeenten:
- Boissezon
- Le Rialet
- Le Vintrou
- Mazamet (deels, hoofdplaats)
- Payrin-Augmontel
- Pont-de-Larn
- Saint-Salvy-de-la-Balme